# Agrotis edentifera
Agrotis edentifera är en fjärilsart som beskrevs av Emilio Berio 1978. Agrotis edentifera ingår i släktet Agrotis och familjen nattflyn. Inga underarter finns listade i Catalogue of Life.